# Schlotheimia angulosa
Schlotheimia angulosa là một loài Rêu trong họ Orthotrichaceae. Loài này được (P. Beauv.) Dixon miêu tả khoa học đầu tiên năm 1937.